# Унцилін
Унцилін (Унцелен, Унцелін) (д/н — бл. 613) — герцог Алеманії в 587—607 роках.

## Життєпис
Про походження нічого невідомо. У 587 році король Хільдеберт II позбавив посади герцога Леутфреда, передавши її Унциліну. Якоючатсиною Алеманії він правив достеменно невідомо, але припускають, що це було майбутнє Швабське герцогство. У 591 році після смерті герцога Теодефріда об'єднав Алеманію під своєю владою.
У 595 році після смерті короля Хільдеберта II його володіння було поділено між синами Теодебертом II і Теодоріхом II. При цьому поділу зазнало й Алеманія по річці Рейн — сучасні Ельзасі північну Швейцарію отримав Теодоріх II, решту — Теодеберт II. В результаті Алеманське герцогство утратило свій цілісний статус. Оскільки центр Алеманії — Страсбург — опинився під владою Теодоріха II, то унциліні передусім підкорявся йому.
У 605 і 606 роках Унцилін став перешкодою до війни між братами-королями, оскільки тоді алеманам довелося битися один з одним. У 605 році герцог Алеманії домігся страти мажордома Протадія, що очолював бургундські війська та був прихильником королеви Брунгільди, яка прагнула підкорити Австразію. Невдаволена такою політикою Унциліна 607 року королева наказала слугам відрубати ногу Унциліну. Внаслідок цього відповідно до законів алеманів (Pactus legis Alamannorum), згідно з яким герцогом міг бути лише той, хто міг сісти на коня, Унцилін вимушений був відмовитися від посади. Новим герцогом став Гунзон. Помер Унцилін близько 613 року.